# Àcid jalapinòlic
L'àcid jalapinòlic, el qual nom sistemàtic és àcid (11S)-11-hidroxihexadecanoic, és un àcid carboxílic de cadena lineal amb setze àtoms de carboni i un grup hidroxil {\displaystyle {\ce {-OH}}} al carboni 11, la qual fórmula molecular és {\displaystyle {\ce {C16H32O3}}}. En bioquímica és considerat un àcid gras.

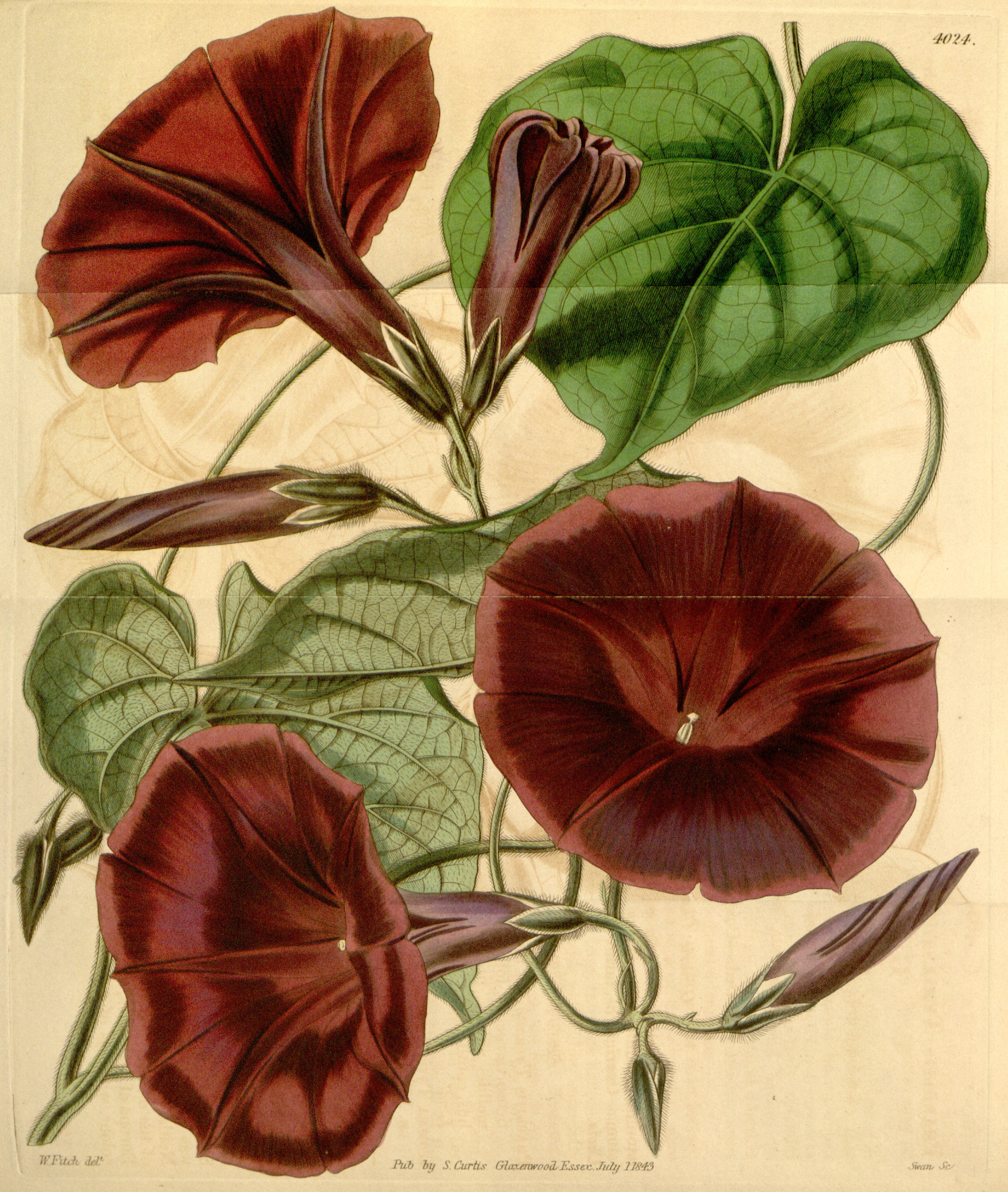
Ipomoea orizabensis

Es presenta sòlid en forma de petites agulles blanques, inodores, de gust irritant. És poc soluble en aigua i molt soluble en etanol i dietilèter. El seu punt de fusió és de 68–69 °C i rotació òptica [αD] = +0,79 °.
L'àcid jalapinòlic fou aïllat per primer cop pel químic alemany W. Mayer el 1855. Aquest investigador l'aïllà del glicòsid que anomenà jalapina, extret de la resina anomenada jalapa o xalapa (nom que prové de la ciutat de Xalapa-Enríquez), que tradicionalment s'empra com a purgant, i que s'obté de l'arrel d'Orizaba (Ipomoea orizabensis), planta de la família de les convolvulàcies, originària de Mèxic. S'ha aïllat d'arrels d'altres plantes de la mateixa família, com Ipomoema purga, Convolvulus scammonia.